# Сельское поселение Гребневское (Московская область)
Се́льское поселе́ние Гре́бневское — упразднённое муниципальное образование в составе Щёлковского района Московской области. Административный центр — деревня Гребнево. Почтовый индекс всех населённых пунктов поселения 141196, телефонный код +7-496-56.

## География
Сельское поселение Гребневское располагается на северо-востоке Московской области в центральной части Щёлковского района. На юго-западе Гребневское поселение примыкает непосредственно к городскому поселению Щёлково и городскому округу Фрязино. На юго-востоке граничит с Анискинским сельским поселением, на северо-востоке — с Трубинским сельским поселением, на северо-западе — с Пушкинским районом Московской области, на западе — с городским округом Ивантеевка. Через территорию поселения проходит Фряновское шоссе Р110. Площадь Гребневского поселения — 7363 га. По территории Гребневского поселения протекают реки Любосеевка и Лашутка — правые притоки Вори.
Законом Московской области № 258/2018-ОЗ от 28 декабря 2018 года, с 9 января 2019 года все городские и сельские поселения Щёлковского муниципального района были упразднены и объединены в новое единое муниципальное образование городской округ Щёлково.

## Население
| 2006  | 2007  | 2008  | 2009  | 2010  | 2011  |
| ----- | ----- | ----- | ----- | ----- | ----- |
| 2674  | ↗2712 | ↘2706 | ↘2691 | ↗3018 | ↘2991 |
| 2012  | 2013  | 2014  | 2015  | 2016  | 2017  |
| →2991 | ↘2941 | ↗2988 | ↗3041 | ↗3089 | ↘3067 |
| 2018  | 2019  |       |       |       |       |
| ↗3200 | ↗3325 |       |       |       |       |

## Состав сельского поселения
| №  | Населённый пункт | Тип населённого пункта          | Население |
| -- | ---------------- | ------------------------------- | --------- |
| 1  | Богослово        | деревня                         | ↘614      |
| 2  | Гребнево         | деревня, административный центр | ↗1484     |
| 3  | Камшиловка       | деревня                         | ↘5        |
| 4  | Корякино         | деревня                         | ↗26       |
| 5  | Костюнино        | деревня                         | ↗7        |
| 6  | Новая Слобода    | деревня                         | ↗118      |
| 7  | Ново             | деревня                         | ↗267      |
| 8  | Новофрязино      | деревня                         | ↘280      |
| 9  | Сабурово         | деревня                         | ↗59       |
| 10 | Старая Слобода   | деревня                         | ↗158      |

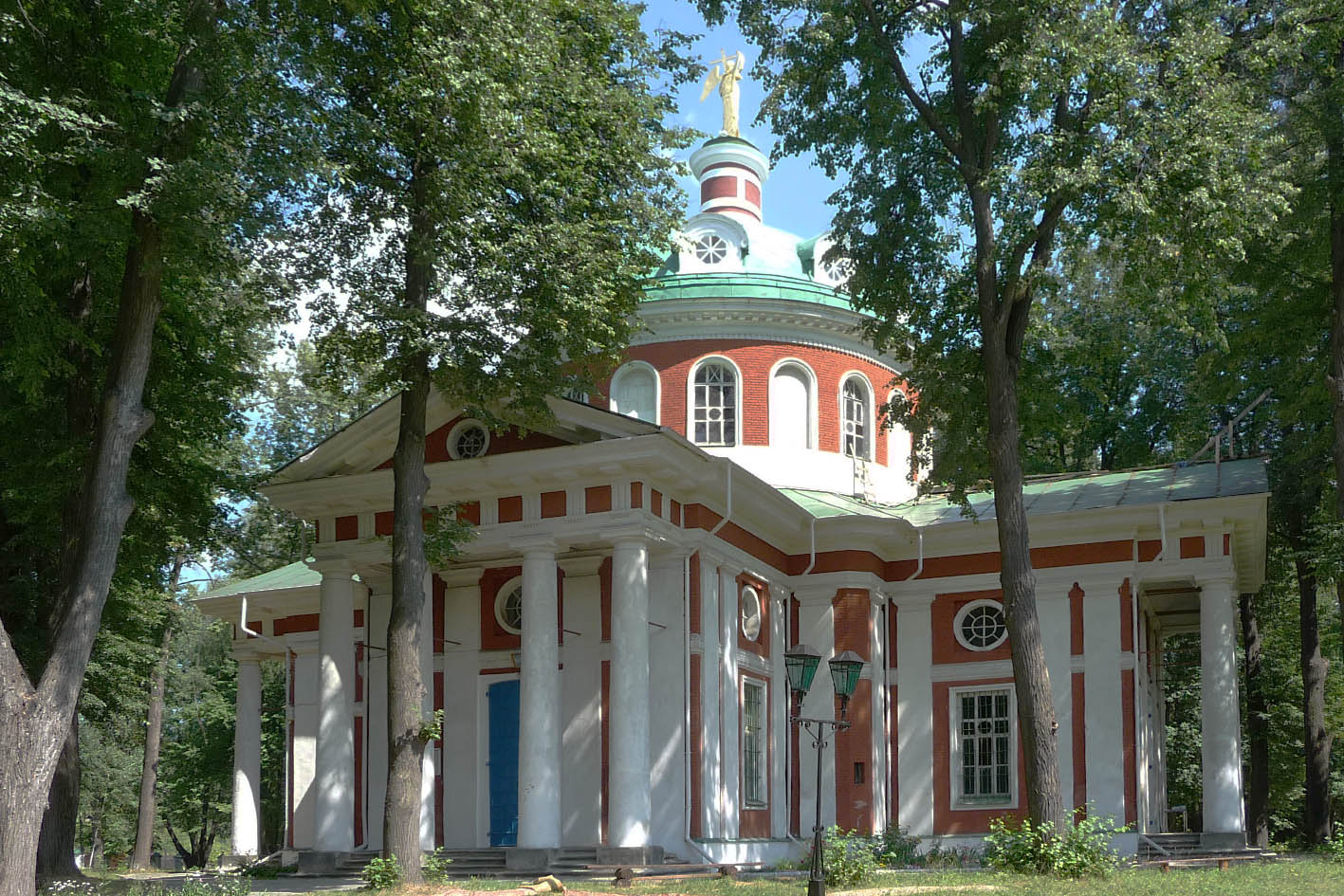
Церковь Гребневской иконы Божией Матери (1786) в селе Гребнево

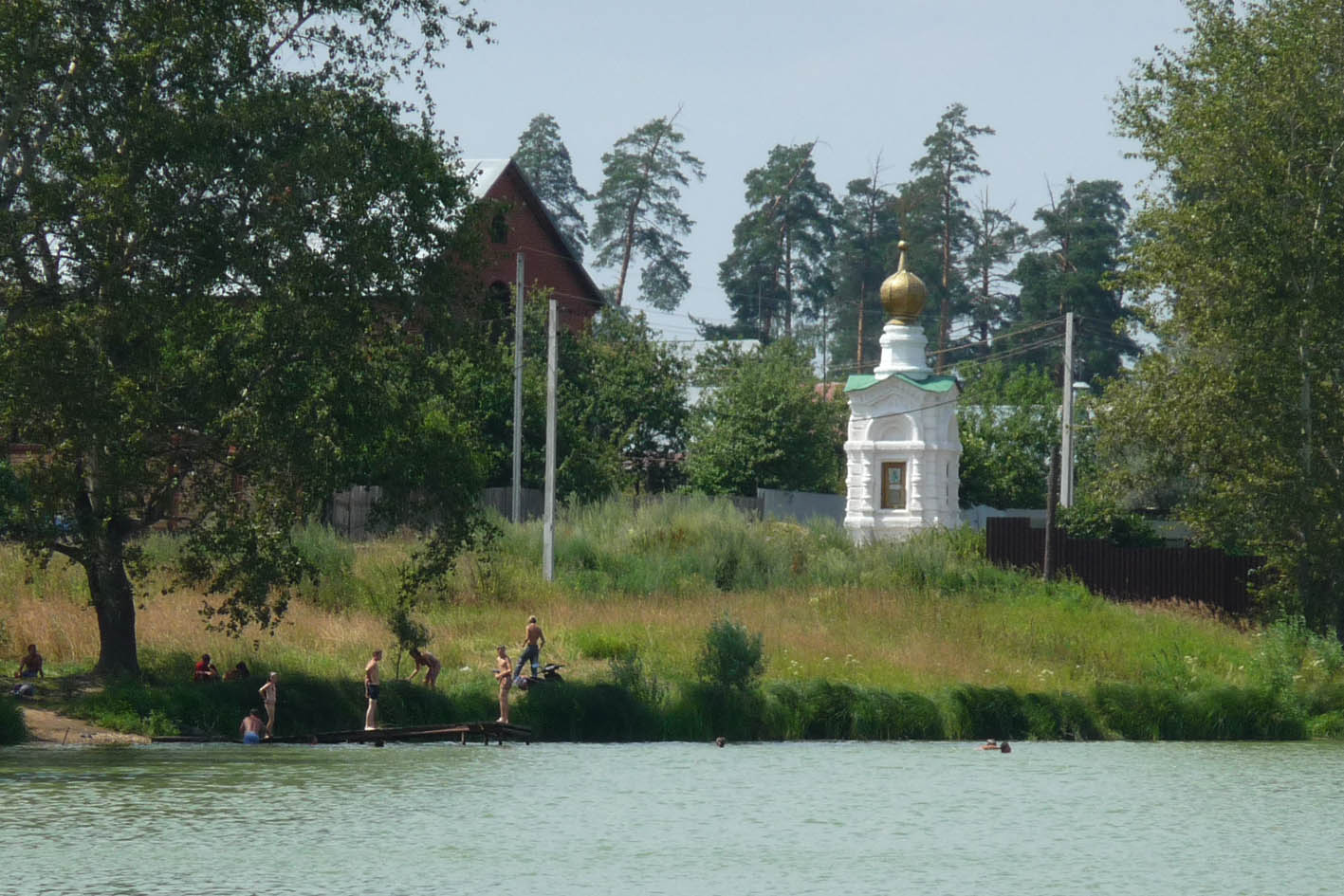
Часовня (1905) и один из стихийных пляжей на Барских прудах в деревне Старая Слобода

Половина из перечисленных деревень (Гребнево, Старая и Новая Слобода, Ново, Новофрязино) образует единый конгломерат, примыкающий к городу Фрязино (не входящему в состав Щёлковского района).

## Официальная символика
Серебряный ангел, изображённый на гербе и флаге, символизирует чистоту, достоинство, целеустремлённость и доброту. Изображение ангела взято с сохранившейся скульптуры конца XVIII века, стоявшей на куполе летнего храма Гребневской иконы Божией Матери в усадьбе Гребнево. Лазурь — символизирует преданность, истину и добродетели. Золото — богатство и солнечный свет. Художник — заслуженный художник Российской Федерации Н. И. Уколов. Герб и флаг утверждены решениями Совета депутатов сельского поселения Гребневское № 1/1 и 2/1 от 17.01.2007 г.
Седящ, увенчан осоко́ю.

В тени развесистых древес,

На урну облегшись рукою,

Являющий лице небес

Прекрасный вижу я источник.

…

Сгорая стихотворства страстью,

К тебе я прихожу, ручей:

Завидую пиита счастью,

Вкусившего воды твоей,

Парнасским лавром увенчанна.

Напой меня, напой тобою,

Да воспою подобно я,

И с чистою твоей струёю

Сравнится в песнях мысль моя,

А лирный глас — с твоим стремленьем.

Да честь твоя пройдёт все грады,

Как эхо с гор сквозь лес дремуч:

Творца бессмертной «Россиады»,

Священный Гребеневский ключ,

Поил водой ты стихотворства.

(фрагменты стихотворения)

## Усадьба Гребнево

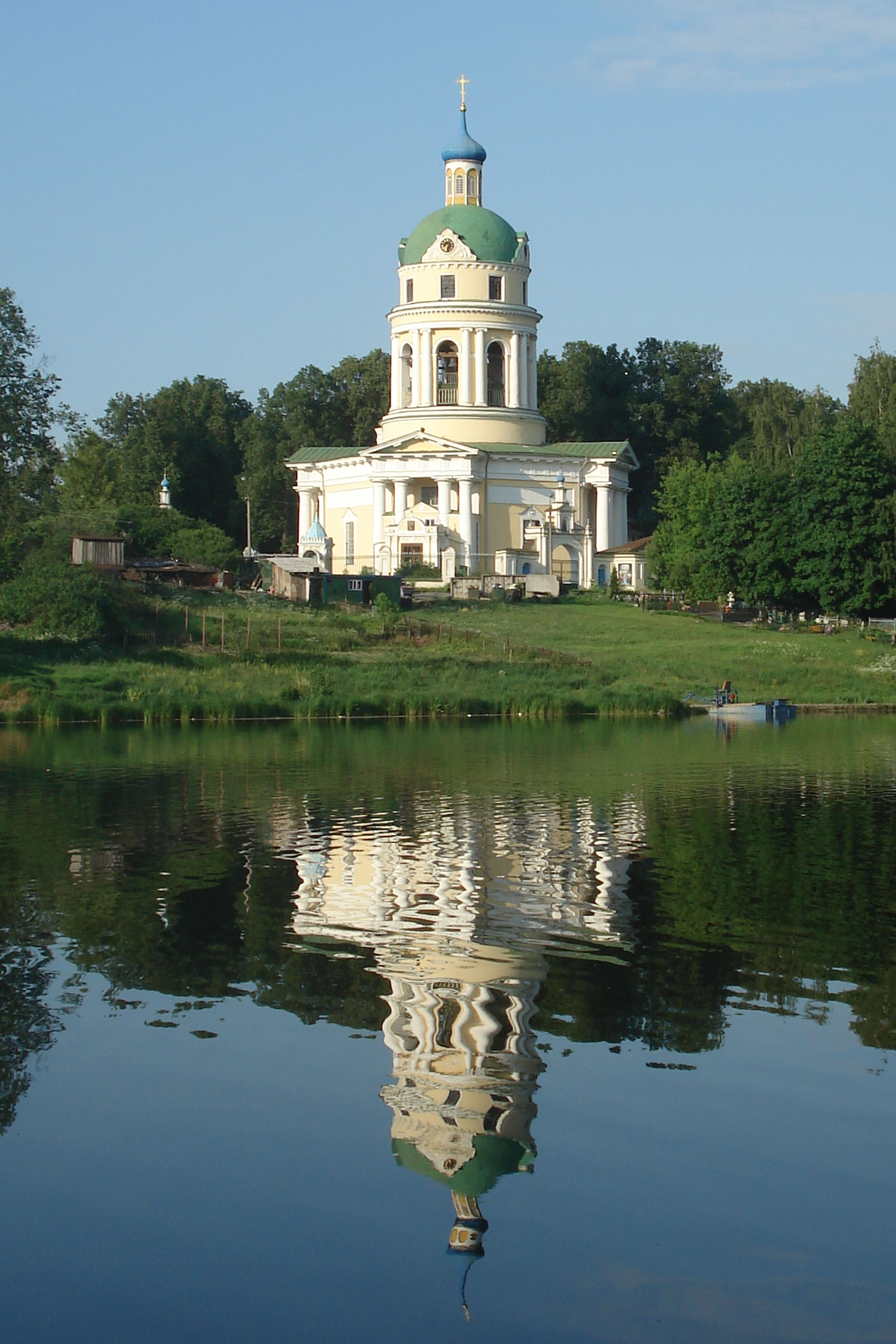
Гребнево. Церковь Николая Чудотворца (1823) на берегу Барского пруда, образованного Любосеевкой.

Наиболее интересным туристическим объектом на территории Гребневского сельского поселения является историческая усадьба Гребнево — памятник архитектуры и истории федерального значения. Владельцами Гребнева в разное время были представители знатных фамилий: Воронцовы, Бельские, Трубецкие, Бибиковы, Голицыны. В усадьбе бывали выдающиеся деятели русской культуры, в том числе: Г. Р. Державин, В. А. Жуковский, И. Ф. Богданович, А. Н. Радищев, М. М. Херасков, Н. И. Новиков. Г. Р. Державин, в своём стихотворении «Ключ» (часть из которого приведена во врезке), посвящённом М. М. Хераскову, подолгу проводившему летние месяцы в усадьбе, упоминает поэтическую достопримечательность Гребнево — студёный ключ, некогда бивший в усадебном парке. Самое известное произведение М. М. Хераскова — первая эпическая поэма русской литературы «Россиада» также частично написана в Гребнево.
В 2007 году в усадьбе был крупный пожар. В настоящее время большинство объектов усадьбы (за исключением храмов и прилегающих к ним строений) находится в полуразрушенном состоянии.

## Любосеевка и Барские пруды
Важными гидрографическими объектами Гребневского поселения являются речка Любосеевка — приток Вори и сооружённые на Любосеевке не позже начала XVII века по инициативе владельцев усадьбы обширные пруды, называемые ныне «Барскими». На прудах в прошлом было до 8 островов, в том числе два относительно крупных: Большой и Шишкина гора. Некоторые из них, в том числе Большой остров, сохранились до настоящего времени. На островах был разбит парк в английском стиле, а также были сооружены беседки, домики и мосты. Остатки регулярного парка прослеживаются на Большом острове и сегодня.
Большинство из населённых пунктов Гребневского сельского поселения: Гребнево, Новофрязино, Ново, Новая слобода и Старая Слобода (а также не входящие в него Фрязино и деревня Чижово) расположены на берегах Любосеевки или Барских прудов.
В последние годы Барские пруды не пригодны для купания по санитарно-эпидемиологическим показателям.
На востоке территории поселения с севера на юг протекает небольшая речка Камшиловка, самый крупный приток Любосеевки, образуя живописный пруд около деревни с одноимённым названием.

## Органы местного самоуправления

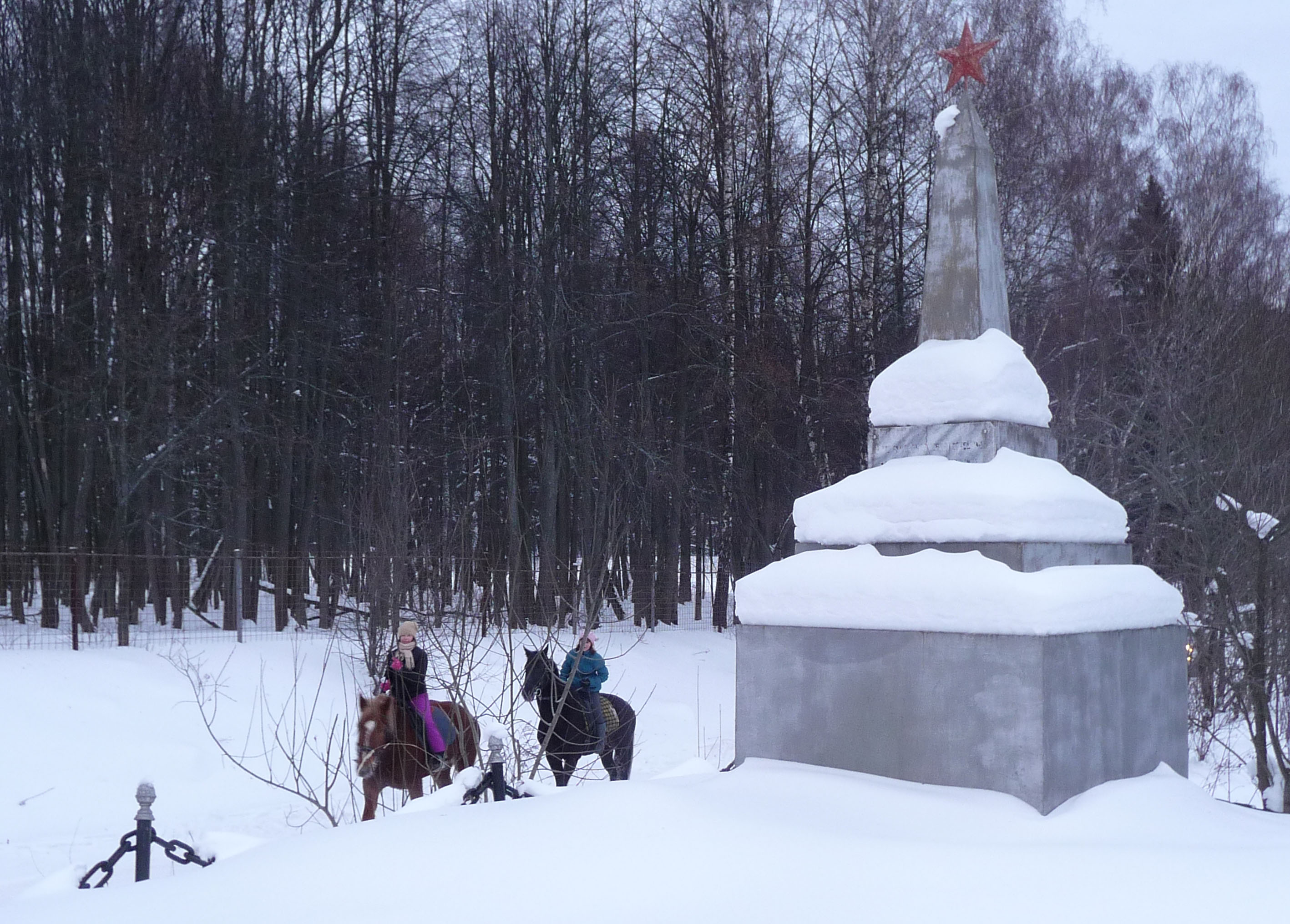
В деревне Камшиловка зимой

Структуру органов местного самоуправления сельского поселения Гребневское составляют:
- Совет депутатов сельского поселения Гребневское
- глава сельского поселения Гребневское
- администрация сельского поселения Гребневское.

Совет депутатов сельского поселения Гребневское состоит из депутатов, избираемых на муниципальных выборах на основе всеобщего равного и прямого избирательного права при тайном голосовании.
Глава сельского поселения Гребневское и Председатель Совета депутатов сельского поселения Гребневское — Бобырь Марина Александровна. Почтовый адрес администрации Гребневского сельского поселения: 141196, Московская область, Щёлковский район, Гребнево, д. 37. Телефон (496) 564-42-31.

## Православная церковь

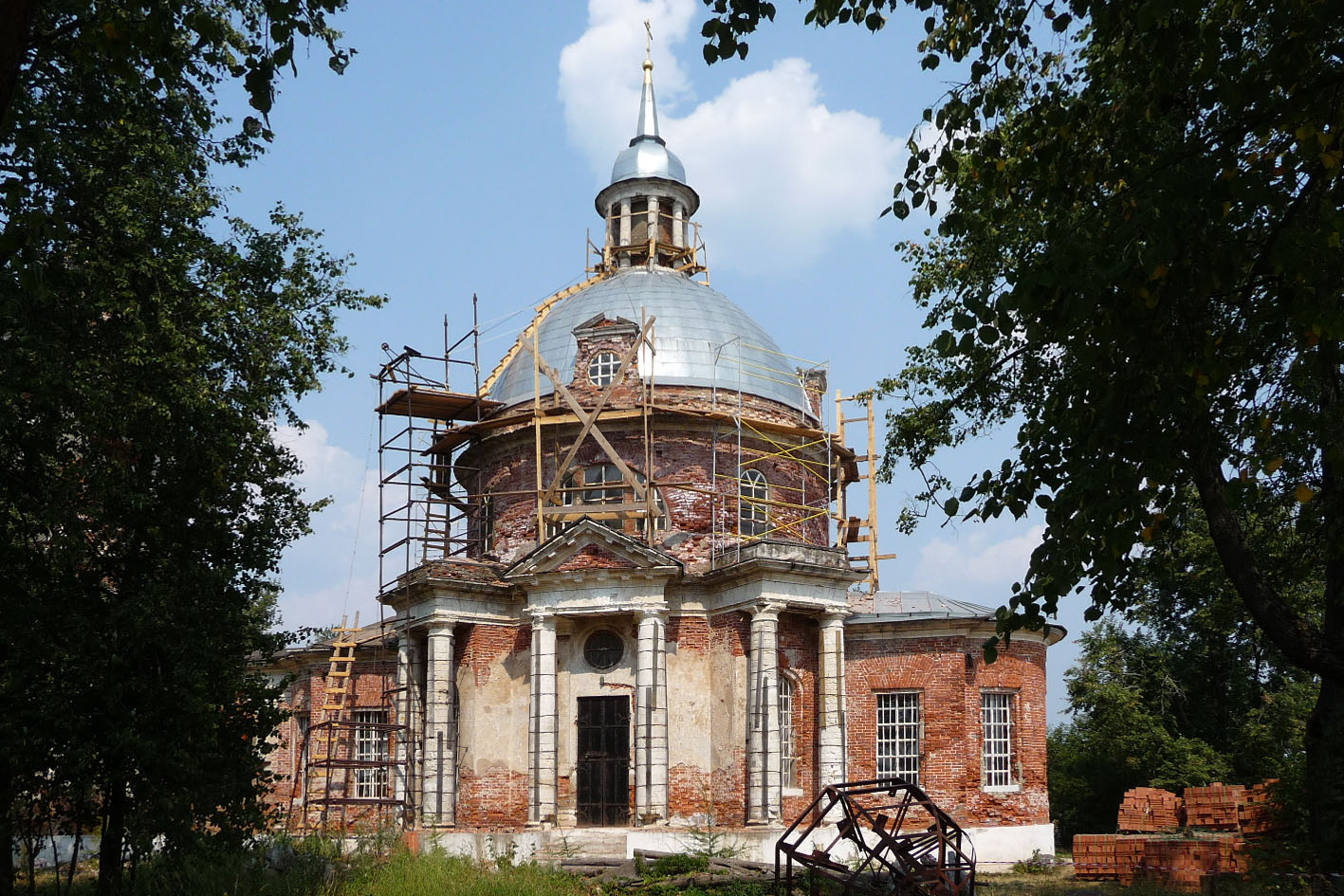
Церковь Казанской Божией Матери (1801) в селе Богослово

В Гребневском поселении имеется несколько действующих храмов и проходов Русской православной церкви. Все они относятся к Щёлковскому благочинническому округу Московской епархии:
1. Церкви Гребневской иконы Божией Матери (1786) и Николая Чудотворца (1823) в селе Гребнево.[31]
2. Церковь Казанской Божией Матери (1801) в селе Богослово.[32]
3. Князь-Владимирская церковь (2008) на территории Ново-Фрязинского кладбища (относится к деревне Новофрязино).

В деревне Старая Слобода имеется часовенный кирпичный столб, построенный по проекту 1905 года и приписанный к гребневскому приходу.

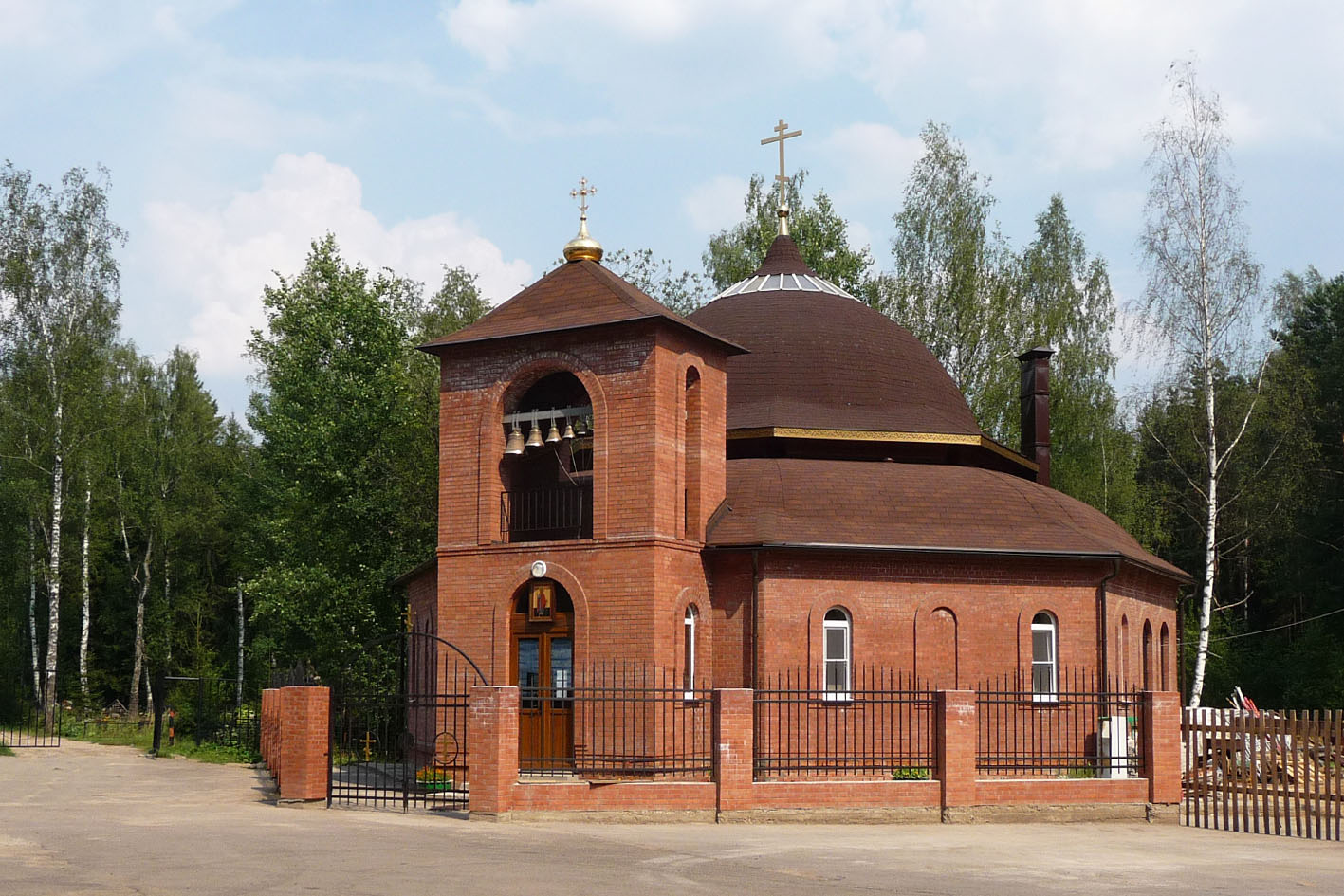
Князь-Владимирская церковь (2008) на территории Ново-Фрязинского кладбища

## Ново-Фрязинское кладбище
На расстоянии 1,5 км на северо-северо-восток от Фрязино находится «Муниципальное межпосёлочное Ново-Фрязинское кладбище». Название кладбище допускает трактовку, как «Новое фрязинское» (под «старым» понимается кладбище в Гребнево), так и располагающегося недалеко от деревни Новофрязино. Это самое крупное кладбище в окрестностях, на нём производятся захоронения из Фрязино, Щёлково и Щёлковского района.
В 2004 году на кладбище была заложена часовня. В начале 2008 года к часовне был пристроен алтарь и 12 февраля в новой церкви, наречённой в честь Святого Равноапостольного князя Владимира, прошла первая божественная литургия.

## Полигон «Сабурово»
На территории Гребневского сельского поселения, в 500 м юго-восточнее деревни Сабурово находится полигон (свалка) отходов производства и потребления (ТБО) «Сабурово». Находится в ведении ОАО «ЭкоПолигон-Щёлково». Планируемый срок окончания эксплуатации — 2011 год. Площадь полигона — 15 га. На полигоне периодически возникают пожары. В ночь с 18 на 19 августа 2010 года на полигоне загорелось более 2 га, запах с горящей свалки распространился в восточных районах ближнего Подмосковья и ощущался в Москве. Во время пожара с территории полигона бежали полчища тараканов. Пожар тушили 20 пожарных расчётов и пожарная авиация.
По мнению руководителя токсической программы Гринпис России Алексея Киселёва: «Горящая свалка занимает первое место по количеству выбросов канцерогенных и мутагенных веществ, это доказано во всем мире» и так как при горении бытовых отходов, в большом количестве выделяются диоксины, хлорорганика, проморганика, сажа, необходима эвакуация расположенных вблизи свалки населённых пунктов и наблюдение за здоровьем людей, получившим токсическую дозу в результате вдыхания этих веществ.

## Топографические карты
- Лист карты N-37-5 Ногинск. Масштаб: 1 : 100 000. Состояние местности на 1984 год. Издание 1985 г.

## Примечание
В различных источниках в наименованиях типов населённых пунктов деревня или село имеются существенные разночтения. Наличие или отсутствие в населённом пункте прихода или церкви (в том числе, в прошлом) также не позволяет прийти к однозначному ответу в этом отношении.